# Creu del Mèrit amb Espases
La Creu al Mèrit amb Espases (polonès:Krzyz Zaslugi z Mieczami) és una condecoració polonesa, creada el 19 d'octubre de 1942 pel Govern a l'Exili a Londres durant la Segona Guerra Mundial.
És atorgada per les accions de coratge i valor sense connexió directa amb el combat, així com per les accions de mèrit en circumstàncies perilloses.
Atorgada en 3 graus (or, plata i bronze) als civils o militares per les seves accions meritòries al país o als seus ciutadans més enllà del deure.
Durant la República Popular de Polònia se deixà d'atorgar, però va ser reintroduïda el 18 d'octubre de 1992.

## Disseny
Una creu de Leopold d'or, plata o bronze, amb perles a les puntes, coberta en esmalt vermell. Entre els braços hi surten raigs.
Al centre hi ha un medalló d'esmalt blanc, amb les lletres RP. El medalló està envoltat per una un anell vermell i l'exterior en or o plata.
La creu de bronze no té esmalt, els braços són granulats. El medalló central està envoltat per una corona de llorer.
Sobre la creu hi ha una barra vertical unida al galó, sobre la qual hi ha 2 espases creuades en or, plata o bronze.
Penja d'un galó grana amb una franja blava als costats. Sobre el galó apareixen les dues espases creuades.